# ناصری (نام خانوادگی)
ناصری یک نام خانوادگی است. افراد شاخص با این نام از این قرارند:
- افسانه ناصری، بازیگر سینما و تلویزیون ایرانی
- سامی ناصری، بازیگر فرانسوی
- سید حسن سادات ناصری، استاد دانشگاه مترجم اهل ایران
- سیروس ناصری، دیپلمات سابق ایرانی
- عبدالله ناصری، بازیکن فوتبال اهل ایران
- غلام‌حسین ناصری، سیاستمدار اهل افغانستان
- فریدون ناصری، موسیقی‌دان، رهبر ارکستر و نوازندهٔ تیمپانی اهل ایران
- محمد ناصری (بازیکن فوتبال)، بازیکن فوتبال اهل ایران
- محمد ناصری (مدیر)، مقام مراکشی در سازمان ملل
- مهران کریمی ناصری، پناهنده ایرانی
- محمدعلی ناصری، مجتهد و از عرفای معاصر
- محمدرضا ناصری، روحانی و امام جمعه یزد